# Salaün ar Foll
Pour les articles homonymes, voir Salaün.
Salaün ar Foll, né en 1310 près de Lesneven dans le Léon et mort en 1358. Il est l'objet d'une vénération populaire. Toutefois il n'a pas été canonisé par l'église catholique.

## Biographie
Salaün ar Foll ("Salomon le Fou", en breton) est considéré comme simple d'esprit par ses contemporains, mendiant son pain de ferme en ferme en répétant inlassablement « Ave Maria, itroun guerhès Maria (Oh! madame Vierge Marie!) ». Il vit dans une clairière de la forêt près de Lesneven. Il est appelé « Le fou du bois » (Foll ar c'hoad), car selon la légende, il habite dans le creux d’un arbre, dans la forêt. Il passe toutes ses journées à mendier, après avoir assisté à la messe du matin. Salaün ar Foll meurt dans l'indifférence le 1er novembre 1358, selon la tradition. Peu après, on découvre sur sa tombe un lys sur lequel est écrit en lettres d'or : « Ave Maria ». En ouvrant sa tombe, on constate que le lys prend racine dans sa bouche. Le « miracle » attire rapidement les foules. On bâtit la basilique Notre-Dame du Folgoët au lieu désormais appelé Le Folgoët, qui sera érigée en collégiale par le duc Jean V en 1423.

## Vénération
De nombreux pèlerins viennent boire l'eau de la fontaine de Salaün ar Foll en faisant un vœu à Notre-Dame, persuadés qu'elle guérit toutes les maladies. Le 8 septembre, jour du Pardon et veille de la foire aux bestiaux, occasion de belles rencontres, les jeunes filles y jettent des pièces de monnaie ou déposent des épingles entourées d'une mèche de cheveux pour que leur mariage se réalise dans l'année qui vient.